# Вилньов
Вижте пояснителната страница за други значения на Вилньов.
Вилньо̀в (на френски: Villeneuve) е малък град в Западна Швейцария, кантон Во. Разположен е при вливането на река Рона в Женевското езеро. Има жп гара. Населението му е около 4400 души (2007).

## Личности
Починали
- Оскар Кокошка (1886-1980), австрийски художник